# صاله
صاله، روستایی از توابع بخش نمشیر شهرستان بانه در استان کردستان ایران است.

## جمعیت
این روستا در دهستان بوالحسن قرار دارد و براساس سرشماری مرکز آمار ایران در سال ۱۳۸۵، جمعیت آن ۲۰۹ نفر (۴۴خانوار) بوده‌است.